# Бернсвілл (Північна Кароліна)
Бернсвілл (англ. Burnsville) — місто (англ. town) в США, в окрузі Янсі штату Північна Кароліна. Населення — 1614 особи (2020).

## Географія
Бернсвілл розташований за координатами 35°54′59″ пн. ш. 82°17′51″ зх. д. / 35.91639° пн. ш. 82.29750° зх. д. (35.916361, -82.297425).  За даними Бюро перепису населення США в 2010 році місто мало площу 4,08 км², уся площа — суходіл.

## Демографія
Згідно з переписом 2010 року, у місті мешкали 1693 особи в 736 домогосподарствах у складі 386 родин. Густота населення становила 415 осіб/км².  Було 879 помешкань (215/км²).
Расовий склад населення:
| - 91,6 % — білих - 2,3 % — чорних або афроамериканців - 0,6 % — корінних американців - 0,1 % — азіатів - 4,2 % — осіб інших рас |

До двох чи більше рас належало 1,1 %. Частка іспаномовних становила 10,4 % від усіх жителів.
За віковим діапазоном населення розподілялося таким чином: 19,6 % — особи молодші 18 років, 55,3 % — особи у віці 18—64 років, 25,1 % — особи у віці 65 років та старші. Медіана віку мешканця становила 45,6 року. На 100 осіб жіночої статі у місті припадало 89,6 чоловіків;  на 100 жінок у віці від 18 років та старших — 82,3 чоловіків також старших 18 років.
Середній дохід на одне домашнє господарство  становив 46 044 долари США (медіана — 24 083), а середній дохід на одну сім'ю — 63 117 доларів (медіана — 36 071). Медіана доходів становила 34 926 доларів для чоловіків та 26 667 доларів для жінок. За межею бідності перебувало 33,4 % осіб, у тому числі 60,6 % дітей у віці до 18 років та 13,9 % осіб у віці 65 років та старших.
Цивільне працевлаштоване населення становило 520 осіб. Основні галузі зайнятості: освіта, охорона здоров'я та соціальна допомога — 26,9 %, мистецтво, розваги та відпочинок — 15,6 %, роздрібна торгівля — 14,6 %.